# José Fernando
José Fernando Viana de Santana, mit Kurznamen Fernandão bzw. José Fernando (* 27. März 1987 in Rio de Janeiro), ist ein brasilianischer Fußballspieler in Diensten vom Vila Nova FC.

## Karriere
Fernandão begann seine Vereinsfußball in der Nachwuchsabteilung von America FC. Hier wurde er 2007 in den Profikader aufgenommen. Ein Jahr später wechselte er zum Tombense FC und blieb bis zum Sommer 2012 bei diesem Klub. Während dieser Zeit wurde er an eine Reihe von brasilianische bzw. ausländische Vereine ausgeliehen. Im Sommer 2012 verließ er Tombense in Richtung Athletico Paranaense. Auch bei diesem Verein wurde er mehrfach ausgeliehen.
Für die Rückrunde der Saison 2013/14 wurde Fernandão in die türkische Süper Lig an Bursaspor ausgeliehen. Nachdem er die Rückrunde mit zehn Toren in 16 Ligaspielen abgeschlossen hatte und damit der erfolgreichste Torjäger seiner Mannschaft wurde, verlängerte sein Verein seinen Leihvertrag um eine weitere Spielzeit. Auch in der Spielzeit 2014/15 setzte er sein Formhoch fort und wurde am Saisonende mit 22 Toren Torschützenkönig der Süper Lig.
Zur Saison 2015/16 wechselte Fernandão zu Fenerbahçe Istanbul. Nach Beendigung der Saison 2017/18 verließ der Spieler den Klub in Richtung Saudi-Arabien zu al-Wahda. Zum Jahresanfang 2019 kehrte er in seine Heimat zurück, wo Fernandão beim EC Bahia unterkam. 2020 wechselte zum Ligakonkurrenten Goiás EC. Hier blieb zur Beendigung der Série A 2020 im Februar 2021.
Nachdem Fernandão danach vereinslos war, nahm ihn der Tombense FC für 2023 zum zweiten Mal unter Vertrag. In die Saison 2024 startete er dann mit dem Vila Nova FC.

## Erfolge
Bursaspor
- Türkischer Pokalfinalist: 2014/15

Bahia
- Staatsmeisterschaft von Bahia: 2019, 2020

Auszeichnungen
- Torschützenkönig der Süper Lig: 2014/15